# Saint-Remy-Chaussée
Saint-Remy-Chaussée település Franciaországban, Nord megyében. Lakosainak száma 473 fő (2022. január 1.). Saint-Remy-Chaussée Bachant, Aulnoye-Aymeries, Écuélin, Monceau-Saint-Waast, Saint-Aubin és Saint-Hilaire-sur-Helpe községekkel határos.

## Népesség
A település népessége az elmúlt években az alábbi módon változott:
| Lakosok száma | 523  | 514  | 510  | 509  | 511  | 498  | 486  | 473  |
|               | 2013 | 2015 | 2017 | 2018 | 2019 | 2020 | 2021 | 2022 |